# Famalicão (Guarda)
Famalicão es una freguesia portuguesa del concelho de Guarda, con 14,40 km² de superficie y 755 habitantes (2001). Su densidad de población es de 52,4 hab/km².